# Las Acacias (Málaga)
Las Acacias es un barrio perteneciente al distrito Este de la ciudad andaluza de Málaga, España. Según la delimitación oficial del ayuntamiento, limita al norte con el barrio de Pedregalejo; al este, con los barrios de Echeverría del Palo y Playas del Palo; al oeste, con el barrio de Pedregalejo Playa; y al sur con el mar.

## Transporte
En autobús está conectado al resto de la ciudad mediante las siguientes líneas de la EMT: 
| Línea | Trayecto                                   | Recorrido | Frecuencia    |
| ----- | ------------------------------------------ | --------- | ------------- |
| 11    | Alameda Principal - El Palo                | Recorrido | 8 minutos     |
| 29    | Jarazmín - El Palo                         | Recorrido | 60 minutos    |
| 34    | Alameda Principal - Pedregalejo (La Mosca) | Recorrido | 30-35 minutos |
| N1    | Puerta Blanca - El Palo                    | Recorrido | 25 minutos    |

En autobús interurbano está conectado mediante las siguientes líneas del Consorcio de Transporte Metropolitano del Área de Málaga: 
| Línea | Trayecto                                   | Recorrido y Horarios | Plano |
| ----- | ------------------------------------------ | -------------------- | ----- |
| M-161 | Málaga-Totalán                             | Paradas y Horarios   | Plano |
| M-162 | Málaga-Olías                               | Paradas y Horarios   | Plano |
| M-260 | Málaga-Vélez Málaga (por Torre Benagalbón) | Recorrido y Horarios | Plano |
| M-261 | Málaga-Benagalbón-Moclinejo                | aradas y Horarios    | Plano |
| M-262 | Málaga-Benagalbón-Almáchar                 | aradas y Horarios    | Plano |
| M-360 | Málaga-Olías-Comares                       | Paradas y Horarios   | Plano |
| M-362 | Málaga-Nerja (por Torre Benagalbón)        | Recorrido y Horarios | Plano |
| M-363 | Málaga-Torrox (por Torre Benagalbón)       | Recorrido y Horarios | Plano |
| M-364 | Málaga-Periana (por Torre Benagalbón)      | Recorrido y Horarios | Plano |
| M-365 | Málaga-Riogordo (por Torre Benagalbón)     | Recorrido y Horarios | Plano |